# Gold (canción de Victoria Justice)
«Gold» es el primer sencillo como solista de la cantante y actriz  estadounidense Victoria Justice fue lanzado el 18 de junio de 2013 en el programa de radio On Air with Ryan Seacrest.

## Antecedentes
Justice inició su carrera musical en la serie de Nickelodeon Victorious. Grabó la primera canción de la serie, Make It Shine, que también fue el tema principal. Otras canciones aparecieron en la serie, como "You're the Reason", Beggin' on Your Knees y Best Friend's Brother. Justice interpretó su primer sencillo oficial, Freak the Freak Out, durante el episodio especial de Victorious del mismo nombre. En una entrevista de 2010 con Associated Press, declaró que estaba grabando un álbum, pero que se tomaría su tiempo con el proceso, en lugar de apresurarse. En octubre de 2012, reveló que lanzaría su álbum debut en 2013, afirmando que "va a ser pop".

El 6 de junio de 2013, Justice describió material de su álbum: 
Cuando escuchas estas canciones... la gente que me conoce dice: '¡Esto es tan Vic!'. Es cien por cien mi personalidad, los mensajes que quiero transmitir. Algunas de las canciones son muy divertidas, alegres y bailables, y otras son un poco más introspectivas, más tranquilas. Es todo yo, básicamente, así que es muy cool.
 Más tarde volvió a comentar su álbum: "'Gold' es más pop mainstream, y escribí otra canción con la que estoy súper emocionada, y es una de mis favoritas que he escrito... Simplemente estoy explorando con un montón de sonidos diferentes. Ha sido muy divertido escribir la mayor parte de mi música".
La canción fue producida por el equipo de producción sueco The Struts, junto con Anne Preven, Jason Weiss y Peter Thomas.

## Vídeo musical
Justice lanzó una pista de audio para la canción a través de su cuenta oficial de YouTube el 18 de junio de 2013. El vídeo musical oficial de la canción fue dirigido por Chandler Lass y se estrenó el 12 de julio de 2013. Colton Haynes coquetea con Justice en glamorosas escenas del vídeo.

## Presentaciones en directo
"Gold", al igual que "Shake", formó parte del setlist de la segunda gira de Justice, Summer Break Tour (2013).

## Recepción
Los críticos de la música alabaron la voz de Justice y la inteligente y divertida letra de "Gold" llamándolo "extremadamente pop" y como el sonido fluye con la voz de la cantante, al igual que la canción "Shake", unos de los críticos dijo: "sin duda ‘Shake’ fue creado para amarla".
"Gold" se posicionó 99 en Bubling Under Hot 100 singles
El vídeo oficial fue publicado el viernes 12 de julio en VEVO y cuenta con 36.400.000 millones de visualizaciones en You Tube y 1.000.000 en VEVO.

## Lista de canciones
Descarga digital y streaming
1. "Gold" – 3:13
2. "Shake" – 3:34

Streaming
1. "Gold" – 3:13

## Historial de Lanzamiento
| Región         | Fecha               | Formatos                    | Discográfica | Ref.   |
| -------------- | ------------------- | --------------------------- | ------------ | ------ |
| Estados Unidos | 18 de junio de 2013 | Descarga digital, streaming | Columbia     | [ 11 ] |
| Francia        | 27 de marzo de 2019 | Descarga digital, streaming | Columbia     |        |
| Alemania       | 27 de marzo de 2019 | Descarga digital, streaming | Columbia     |        |
| Italia         | 27 de marzo de 2019 | Descarga digital, streaming | Columbia     |        |
| Japón          | 27 de marzo de 2019 | Descarga digital, streaming | Columbia     |        |
| Polonia        | 27 de marzo de 2019 | Descarga digital, streaming | Columbia     | [ 12 ] |
| Reino Unido    | 27 de marzo de 2019 | Descarga digital, streaming | Columbia     |        |